# قالب‌گیری (الکترونیک)

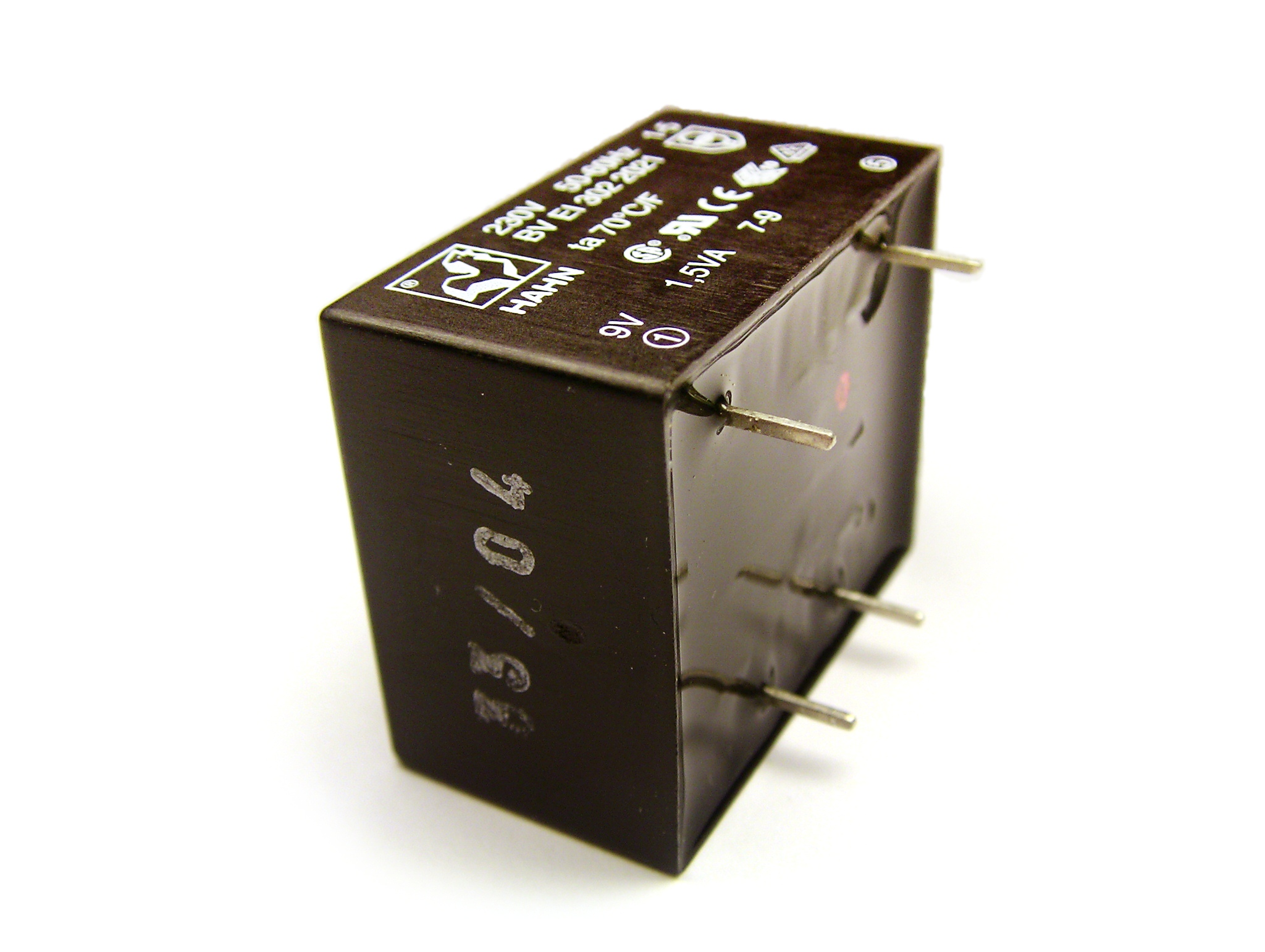
یک ترانسفورماتور کوچک که در اپوکسی در آن ریخته شده‌است. سطح قابل مشاهده در سمت راست توسط ترکیب قالب‌گیری که در جعبه پلاستیکی ریخته شده‌است، تشکیل می‌شود

در علم الکترونیک، قالب‌گیری (به انگلیسی: Potting) فرایند پُرکردن یک مجموعه الکترونیکی کامل با یک ترکیب جامد یا ژلاتینی برای مجموعه‌های ولتاژ-بالا با حذف پدیده‌های گازی مانند تخلیه کرونا، برای مقاومت در برابر ضربه و ارتعاش و حذف آب، رطوبت یا عوامل خورنده. پلاستیک‌های گرماسخت یا ژل‌های لاستیکی سیلیکونی اغلب استفاده می‌شوند، اگرچه رزین‌های اپوکسی نیز بسیار رایج هستند. وقتی از رزین‌های اپوکسی استفاده می‌شود، معمولاً درجات کلرید کم مشخص می‌شود. بسیاری از جاها برای محافظت از قطعات الکترونیکی حساس در برابر ضربه، ارتعاش و سیم‌های شل استفاده از یک محصول قالب‌گیری را توصیه می‌کنند.
در فرایند قالب‌گیری، یک مجموعه الکترونیکی درون قالب (یعنی «ظرف») قرار می‌گیرد که سپس با یک ترکیب مایع عایق پُر می‌شود که سفت می‌شود و به‌طور دائم از مجموعه محافظت می‌کند.
به عنوان یک جایگزین، بسیاری از مونتاژهای برد مدار به جای قالب‌گیری، مجموعه‌هایی را با یک لایه پوشش همدیس شفاف می‌پوشانند. پوشش همدیس بیشتر مزایای قالب‌گیری را به همراه دارد و بازرسی، آزمایش و تعمیر آن سبک‌تر و آسان‌تر است. روکش‌های همدیس را می‌توان به صورت مایع یا از فاز بخار متراکم‌شده، بکار برد.